# Square One (album đĩa đơn)
Square One (thường được viết cách điệu thành SQUARE ONE), là album đĩa đơn ra mắt của nhóm nhạc nữ Hàn Quốc Blackpink thuộc YG Entertainment. Ban đầu đĩa đơn được tung ra dưới dạng đĩa đơn kỹ thuật số vào ngày 8 tháng 8 năm 2016 bởi YG Entertainment và được phân phối bởi KT Music. Đĩa đơn có hai bài hát chính, "Boombayah" và "Whistle". Phần lời do Teddy, Bekuh Boom và thành viên của nhóm nhạc iKON là B.I viết, phần nhạc thì do Teddy, Future Bounce và Bekuh Boom phối. Để quảng bá cho đĩa đơn, Blackpink bắt đầu biểu diễn cả hai bài hát trên chương trình Inkigayo của đài SBS bắt đầu từ ngày 14 tháng 8 năm 2016.
Hai bài hát rất thành công về mặt thương mại. "Whistle đứng đầu bảng xếp hạng bảng xếp hạng Gaon Digital Chart ở Hàn Quốc và "Boombayah" đứng đầu bảng xếp hạng US World Digital Songs của Billboard, ngay trong tuần đầu ra mắt.

## Bối cảnh và phát hành
Square One được tung ra vào đúng 8:00 PM (KST) ngày 8 tháng 8 năm 2016 trên một số cổng thông tin kỹ thuật số tại Hàn Quốc và trên iTunes Store tại thị trường quốc tế.

## Bài hát
Bài hát "Whistle" được thực hiện bằng 808 drum and bass, phần mở đầu của "Whistle" đã mang đến âm thanh như tiếng nước chảy vô cùng bắt tai cùng với giai điệu nhẹ nhàng trên nền của tiếng huýt sáo. Bài hip-hop dễ gây nghiện này còn thể hiện được giọng rap bắt tai và giọng ca đầy tình cảm.Chỉ trong vòng bốn giờ sau khi phát hành, ca khúc đã đứng đầu 7 BXH trực tuyến ở tại Hàn Quốc gồm có như Melon, Mnet, Bugs, olleh, Soribada, Genie, Naver và Monkey3. Như vậy, Blackpink là girlgroup thứ 3 sau 2NE1 và miss A có ca khúc đầu tay đạt thành tích "all-kill" trên các BXH và là nhóm nữ đầu tiên đạt PAK(perfect all kill) với bài debut.
Ca khúc "BOOMBAYAH" cũng là một ca khúc cũng đáng chú ý không kém. Phần intro được xây dựng bằng những âm thanh synth độc đáo và phần rap nhịp nhàng đi cùng. Bài hát theo thể loại EDM kết hợp với giữa 2 dòng electro house và dance hall, xu hướng đang càn quét bảng xếp hạng Billboard của Mỹ. Tại phần drop đầy năng lượng và mạnh mẽ ở điệp khúc, đoạn chính đã được tiết chế để tạo cho một sự thay đổi tươi mới. Đoạn trống dồn dập cũng thật sự rất ấn tượng. Công chúng cũng thể hiện sự quan tâm đến BLACKPINK minh chứng bằng việc "BOOMBAYAH" nằm trong top 5 của tất cả các bảng xếp hạng âm nhạc Hàn Quốc.

## Video âm nhạc
Video âm nhạc của "Boombayah" và "Whistle" được tung ra trên kênh YouTube chính thức của Blackpink vào ngày 8 tháng 8 năm 2016, và trong vòng ít hơn một tuần, cả hai video đều đạt được hơn 10 triệu lượt xem.
Vào ngày 18 tháng 8, video dance practice của "Whistle" được tung ra.
Vào ngày 20 tháng 8, video dance practice của "Boombayah" được tung ra.

## Quảng bá
Để quảng bá cho Square One, Blackpink biểu diễn sân khấu ra mắt tại SBS Inkigayo với hai bài hát "Whistle" và "Boombayah" vào ngày 14 tháng 8 năm 2016. Một tuần sau, vào ngày 21 tháng 8, nhóm giành được chiếc cúp đầu tiên trong sự nghiệp cho bài hát "Whistle" tại Inkigayo, và trở thành nhóm nhạc nữ đạt cúp nhanh nhất kể từ khi ra mắt.

## Hiệu suất thương mại
Tại Hàn Quốc, "Whistle" đứng đầu bảng xếp hạng Gaon Digital Chart từ ngày 7 đến ngày 12 tháng 8 năm 2016 với 150,747 lượt tải về - đứng đầu bảng xếp hạng lượt tải, và 4,302,547 lượt xem trực tuyến. Trong khi đó, "Boombayah" có mặt trong bảng xếp hạng tại vị trí thứ 7 với 88,215 lượt tải về và 1,866,737 lượt xem trực tuyến.
Tại Hoa Kỳ, "Boombayah" đứng đầu bảng xếp hạng World Digital Songs của Billboard trong tuần từ 27 tháng 8 năm 2016. Trong khi đó, "Whistle" đứng hạng 2 trong bảng xếp hạng. Cả hai bài hát đều đạt được khoảng 6,000 lượt tải về mỗi bài, với doanh số của "Boombayah" có chút nhỉnh hơn. Trong tuần thứ hai trong bảng xếp hạng, "Whistle" đứng thứ 3 tuần từ mùng 3 tháng 8 năm 2016.

## Danh sách bài hát
| Tải nhạc         | Tải nhạc                      | Tải nhạc              | Tải nhạc                            | Tải nhạc                 | Tải nhạc   |
| STT              | Nhan đề                       | Phổ lời               | Phổ nhạc                            | Sắp xếp                  | Thời lượng |
| ---------------- | ----------------------------- | --------------------- | ----------------------------------- | ------------------------ | ---------- |
| 1.               | "Whistle" (휘파람; hwiparam)  | Teddy Park Bekuh BOOM | Teddy Park Future Bounce Bekuh BOOM | Teddy Park Future Bounce | 3:32       |
| 2.               | "Boombayah" (붐바야; bumbaya) | Teddy Park Bekuh BOOM | Teddy Park Bekuh BOOM               | Teddy Park               | 4:01       |
| Tổng thời lượng: | Tổng thời lượng:              | Tổng thời lượng:      | Tổng thời lượng:                    | Tổng thời lượng:         | 7:33       |